# Емилијан Чарнић
Емилијан Чарнић (Чаково, 1914 — Београд, 1995) био је српски богослов, класични филолог и професор Новог завета на Богословском факултету у Београду. Био је ученик Димитрија Стефановића. Теологију је докторирао у Атини. Био је плодан преводилац и егзегета. Његово капитално дело је превод Новог завета.

## Биографија
Родио се 28. новембра 1914. године у Чакову (Румунија). Отац му се звао Михаило, а мајка Анка, рођ. Илијевић. По завршетку Првог светског рата, његови родитељи напуштају Чаково јер је село остало у Румунији, и досељавају се у Црепају (Банат), родно место његове мајке. Ту је Емилијан завршио основну школу, а гимназију у Панчеву 1932. године. У јулу 1936. године је дипломирао на Богословском факултету Универзитета у Београду. Исте године уписује студије класичне филологије на истом универзитету, и завршава их 1942. године.
У међувремену је од септембра 1936. до марта 1937. одслужио војни рок, а од јесени 1937. године почео је да ради као вероучитељ у VIII мушкој гимназији у Београду. Од 1939. до јесени 1941. године радио је као вероучитељ у гимназији у Панчеву. Тада је премештен у V мушку гимназију у Београду, а убрзо у II мушку гимназију у Београду. У њој је остао да ради све до 1949. године, иако је након Другог светског рата отпуштен из државне службе.

## Превод Новога завета
Бранко Бјелајац у књизи „Свето писмо у Срба“ о Чарнићевом преводу Новог завета пише:
Др Емилијан Чарнић сам се одлучио да преведе Нови завет. Следом којим су настала, прво су објављивана Еванђеља: 1963. године - по Марку, по Јовану 1964. г., по Матеју 1965. г., по Луки 1968. г., а 1969. године објављена су Дела апостолска. Ова издања Чарнић је издао у приватној режији, о свом трошку, а свака књижица садржавала је и кратак уводни текст о самом еванђељу. Године 1972. Библијско друштво је у Љубљани штампало Еванђеље по Јовану, у (пробном) тиражу од двадесет хиљада примерака, што је уобичајен поступак пред издавање целог превода.

Године 1973. Библијско друштво Београд је објавило читав Нови завет са предговором преводиоца, краћим уводима у новозаветне књиге и мањим Речником најважнијих појмова, назива и имена са неколико мапа, у почетном тиражу од тридесет хиљада примерака. Као основ за превод коришћено је осмо критичко издање грчког новозаветног текста Александра Мерка, објављено у Риму 1957. године. За уводне податке о новозаветним књигама и за речник појмова, Чарнић је користио најсавременије грчке, латинске, немачке и енглеске приручнике и коментаре.
Приликом превођења трудио сам се да оригинални текст оживим на српском језику тражећи тачан израз и додајући по неку реч, која се сигурно подразумева - ради што потпунијег и јаснијег смисла - у нади да ће превод корисно послужити сваком читаоцу ове најчитаније књиге.— Предговор Новом завету

## Дела
Чарнић је објавио следеће радове и преводе:
- Учење ПЈ о Старом завету. Гласник Српске православне цркве, XXXVII 1-2, 8-14 (1955)
- Хипотеза о Аполосу као писцу ПЈ[мртва веза]. Богословље, XVI 2, 68-82 (1957)
- Хипотеза о Варнави као писцу ПЈ Архивирано на веб-сајту  (19. април 2022). Богословље, XVI I, 80-86 (1957)
- Питање александринизма Посланице Јеврејима. Архивирано на веб-сајту  (19. април 2022) Богословље, XVII 1, 27-39 (1958)
- Питање филонизма Посланице Јеврејима. Архивирано на веб-сајту  (19. април 2022) Богословље, XVII 2, 9-26 (1958)
- Хипотеза о Луки као писцу ПЈ. Архивирано на веб-сајту  (28. мај 2024) Богословље, XVIII 1-2, 40-45 (1959)
- ПЈ као литерарни проблем. Архивирано на веб-сајту  (19. април 2022) Богословље, XIX 1-2. 31-46 (1960)
- Питање адресата ПЈ. Богословље, I део XX 1-2, 33-51; Архивирано на веб-сајту  (19. април 2022) II део XXI 1-2, 57-78 Архивирано на веб-сајту  (28. мај 2024) (1961—1962)
- Наше доба. у: Ерминевтика, Београд (1971)
- Архијереј по реду Мелхиседекову Архивирано на веб-сајту  (19. април 2022) И. Богословље, XXXII 1-2, 17-42 (1973)
- Традиционални и нетрадиционални фактори у превођењу Светог писма. Архивирано на веб-сајту  (19. април 2022) Богословље, XXXI 1-2, 31-41:37 (1972)
- Нови Завјет - превод Вука Стеф. Караџића. Православна мисао, XVIII 22, 173-175 (1975)
- Молебан за болесника. Београд (1976)
- Обред малог и великог богојављенског освећења воде. Шибеник (1976)
- Света тајна крштења и миропомазања. Београд (1978)
- Служба за умрле (парастос), дечје опело, опело умрлих на Ускрс или у току Светле недеље. Крагујевац (1978)
- Хришћанско опело. Шибеник (1978)
- Света тајна брака. Шибеник (1979)
- Псалтир. Крагујевац (1979)
- Света тајна покајања и причешћа - молитве за болесника, код сваке болести, жени код побаци, за оног који пати од злих духова. Београд (1979)
- Света тајна јелеосвећења. Шибеник (1981)
- Апостол - са антифонима уз Господње празнике. Вршац (1981)
- Јеванђеље по Матеју. Београд, 1 део и 2 део (1979—1981)
- Крштење. Крагујевац (1982)
- Јеванђеље по Марку. Београд (1983)
- Јеванђеље по Луки. Београд (1983)
- Јеванђеље по Јовану. Крагујевац (1986)
- Часослов. Крагујевац (1986)
- Српски преводи Новог завета. у: Увод у Свето писмо Новог завета - општи део, Крагујевац, 149-153 (1994)